# Mosquée centrale de Kisangani
 (janvier 2025).
La mosquée centrale de Kisangani a été construite en 1972 par Alambakis entre la route de l'aéroport de Bangboka et la rivière Lubunga.

## Histoire
La mosquée Lillahi ("pour Dieu" ou "appartenant à Dieu") a été construite à la fin des années 70 et au début des années 80 par feu M. Aziz Said Kasambakanya et M. Sefu Romande (finances) et comme entrepreneur feu Mwalimu Salehe.
Aziz Kasambakanya était un commerçant local d'origine omanaise (Sultanat d'Oman) par son père et zaïroise par sa mère. Il avait le projet de construire une grande école coranique, projet qu'il n'a pu réaliser à cause des déchirements internes au sein de la COMIZA (Communauté Islamique du Zaïre) dirigée par feu M. Kazabel.

## Construction et réhabilitation
la mosquée centrale de Kisangani a un passé historique riche mais aujourd'hui elle est laissée sans la moindre rénovation pendant plus de 25 ans et cela a fait en sorte qu'elle perd sa beauté ancienne
A l’édifice, qui a accueilli des figures politiques majeures comme l’ancien président de la République Laurent Désiré Kabila, est un lieu emblématique pour les fidèles musulmans de la ville de Kisangani. Mardi 22 octobre 2024, Doudou Fwamba, ministre des Finances et natif de Kisangani, a posé la première pierre de la rénovation de ce bâtiment en ruines, une initiative menée par sa fondation pour redonner vie à ce lieu de culte des fidèles musulmans, .
29 février 2020, L’imam régional adjoint de la communauté islamique pour la Tshopo, Kiyombo Alafu, a annoncé dans une interview accordée à la presse locale, la réhabilitation imminente de la mosquée centrale de la ville de Kisangani avec une somme de trois-cent mille (300.000) dollars américains acquis sur financement propre de l’assemblée des musulmans, sont destinés à réaliser les travaux afférents à ce temple construit il y a plusieurs années,.
En date du 18 juillet 2020, Le député provincial élu de Kisangani, Dieudonné Bolonge Limote, a effectué, une visite aux installations de la mosquée centrale de Kisangani, où sont réalisés les travaux de réhabilitation de quelques endroits délabrés,  avant la célébration de la prochaine fête de mouton par les musulmans,

## Coordonnées géographiques
La mosquée centrale de Kisangani est situé en République démocratique du Congo, dans la province de la Tshopo, dans la ville de Kisangani et dans la commune Kisangani avec la latitude de 0°30'19"N et la longitude de 25°12'14"E sur la route nationale N°4 sur une route qui mène vers l'Aéroport international de Kisangani Bangoka.